# Волшебник (фильм, 2019)
«Волше́бник» — российский комедийно-драматический фильм 2019 года режиссёра Михаила Морскова. В главных ролях: Максим Суханов и Семён Трескунов.
Премьера фильма в кинотеатрах России состоялась 3 октября 2019 года.

## Сюжет
Фильм рассказывает о некогда успешном рок-музыканте по имени Фима, который оказался не у дел. И вдруг он встречает подростка, страдающего ДЦП — Романа Юрьевича, который влюблён в свою одноклассницу Машу и мечтает научиться играть на гитаре, чтобы покорить её сердце…

## В ролях
| Актёр              | Роль |
| ------------------ | --- |
| Максим Суханов     | Ефим (Фима) Александров (Волшебник) рок-музыкант, гитарист, бывший член рок-группы «Мэджик», преподаватель игры на гитаре |
| Семён Трескунов    | Роман Юрьевич Болдин страдающий ДЦП подросток                                                                             |
| Владимир Капустин  | Алик помощник и личный водитель Романа Юрьевича                                                                           |
| Ирина Купченко     | Луиза Васильевна квартирная хозяйка Фимы                                                                                  |
| Ирина Яковлева     | Тамара тётя Романа Юрьевича по материнской линии и его опекун                                                             |
| Иван Охлобыстин    | Лев Петрович Войнов танкист, полковник бронетанковых войск, давний друг Фимы                                              |
| Сергей Чонишвили   | Авангард (Ваня) рок-музыкант, бывший член рок-группы «Мэджик», владелец магазина музыкальных инструментов, друг Фимы      |
| Ангелина Стречина  | Мария Максимовна Лисицина одноклассница и возлюбленная Романа Юрьевича                                                    |
| Дарья Коныжева     | Яна Михайловна Воронина одноклассница Романа Юрьевича                                                                     |
| Дмитрий Филиппов   | Максим Лисицин отец Маши Лисицыной                                                                                        |
| Сергей Аброскин    | Павел |
| Екатерина Маликова | покупательница в магазине музыкальных инструментов, мать мальчика Дениса                                                  |
| Василиса Измайлова | Мария |